# Féron
Féron ist eine französische Gemeinde im Département Nord in der Region Hauts-de-France. Sie gehört zum Arrondissement Avesnes-sur-Helpe und zum Kanton Fourmies.

## Geografie
Die Gemeinde Féron liegt im Regionalen Naturpark Avesnois an der Grenze zum Département Aisne, 14 Kilometer nordnordwestlich von Hirson und sechs Kilometer westlich der Grenzr zu Belgien. Féron grenzt im Norden an Rainsars, im Nordosten an Sains-du-Nord, im Osten an Glageon, im Südosten an Fourmies, im Süden an Wignehies, im Südwesten an Rocquigny und im Westen an Étrœungt.

## Bevölkerungsentwicklung
| Jahr                       | 1962 | 1968 | 1975 | 1982 | 1990 | 1999 | 2008 | 2013 | 2020 |
| Einwohner                  | 487  | 489  | 468  | 526  | 558  | 519  | 517  | 580  | 546  |
| Quellen: Cassini und INSEE |      |      |      |      |      |      |      |      |      |

## Sehenswürdigkeiten
- Bildstock Lejeune, Monument historique, und mehrere kleine Kapellen und Oratorien
- Kirche Saint-Martin, Monument historique
- Gefallenendenkmal

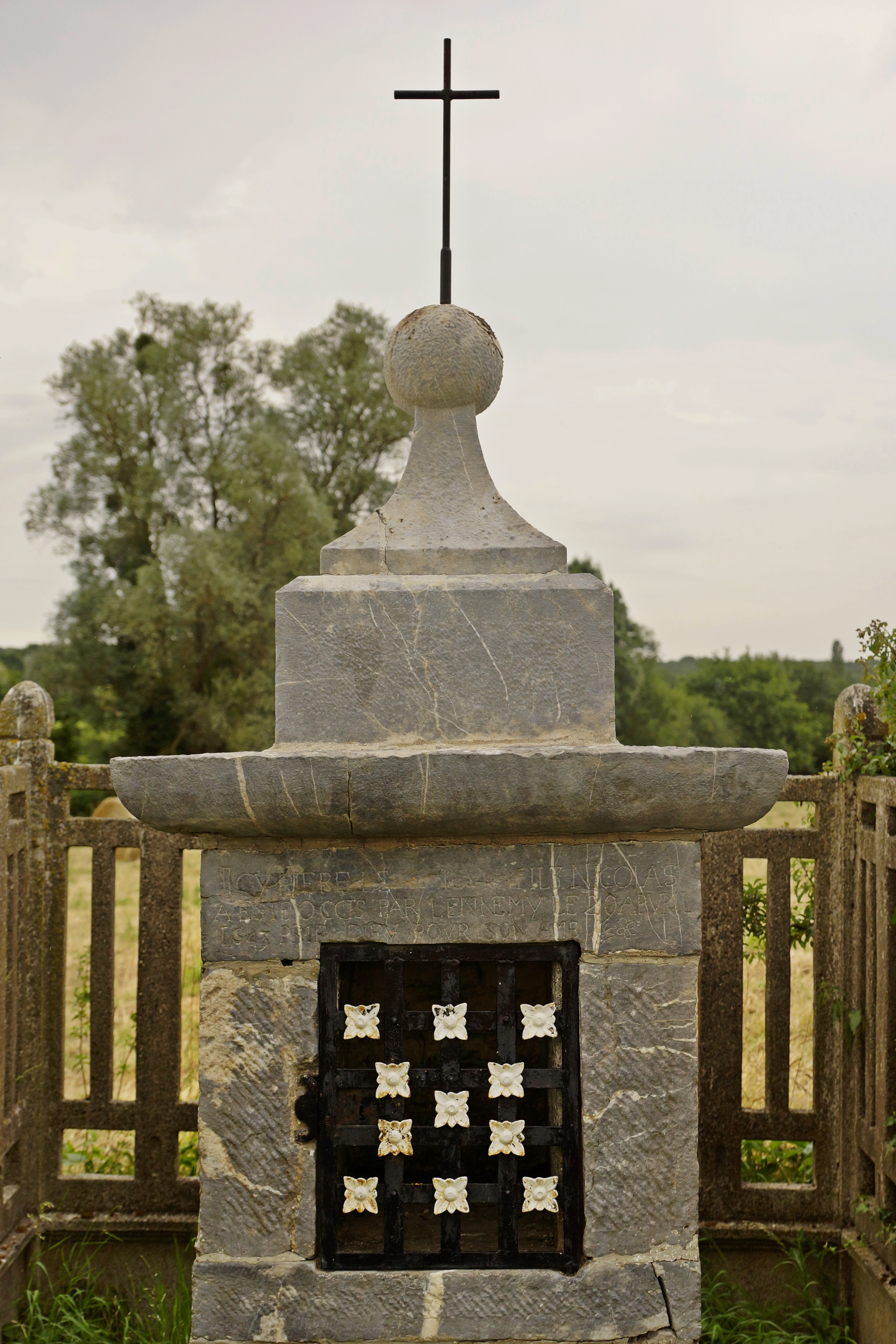
Bildstock Lejeune
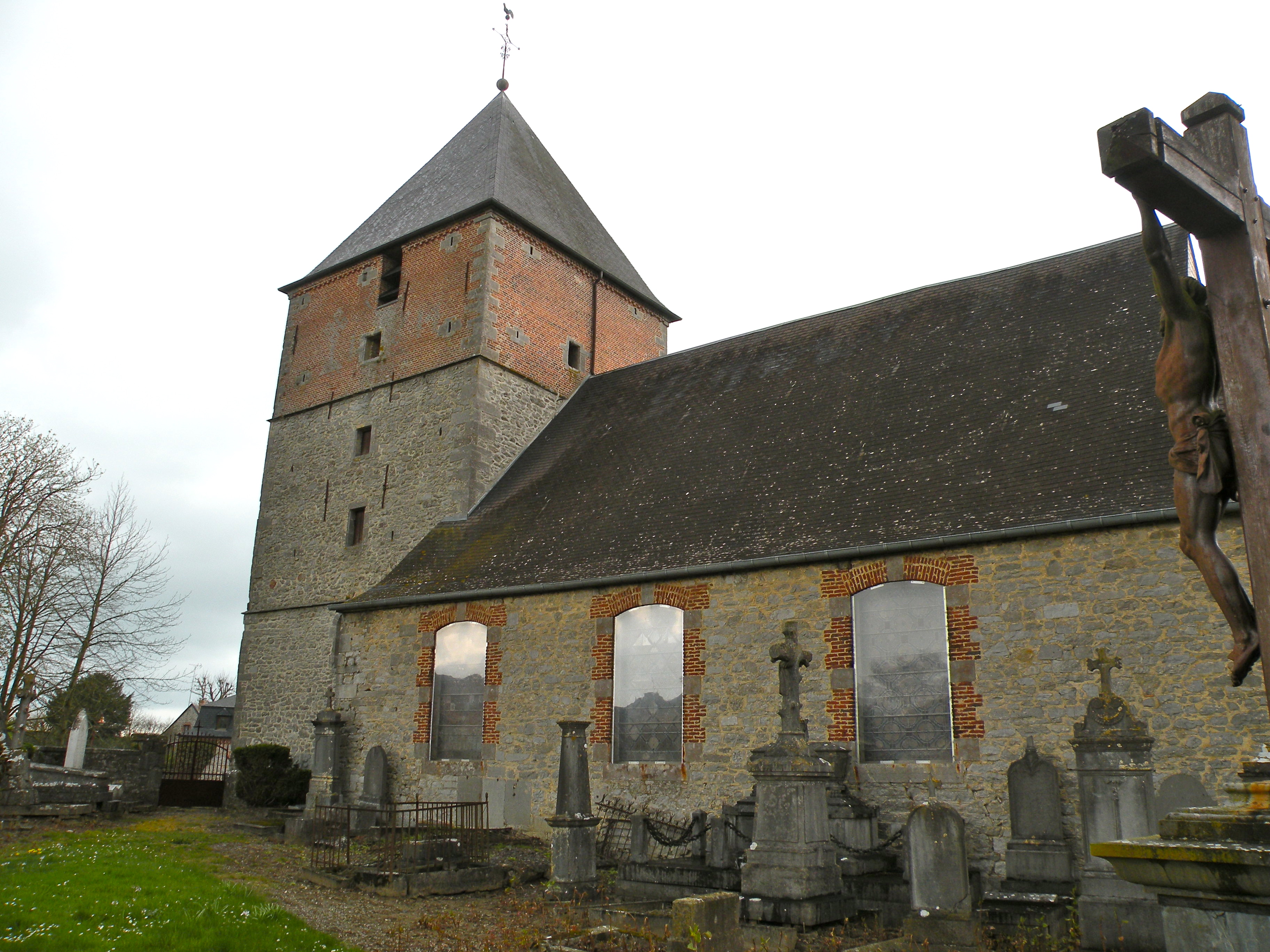
Kirche Saint-Martin
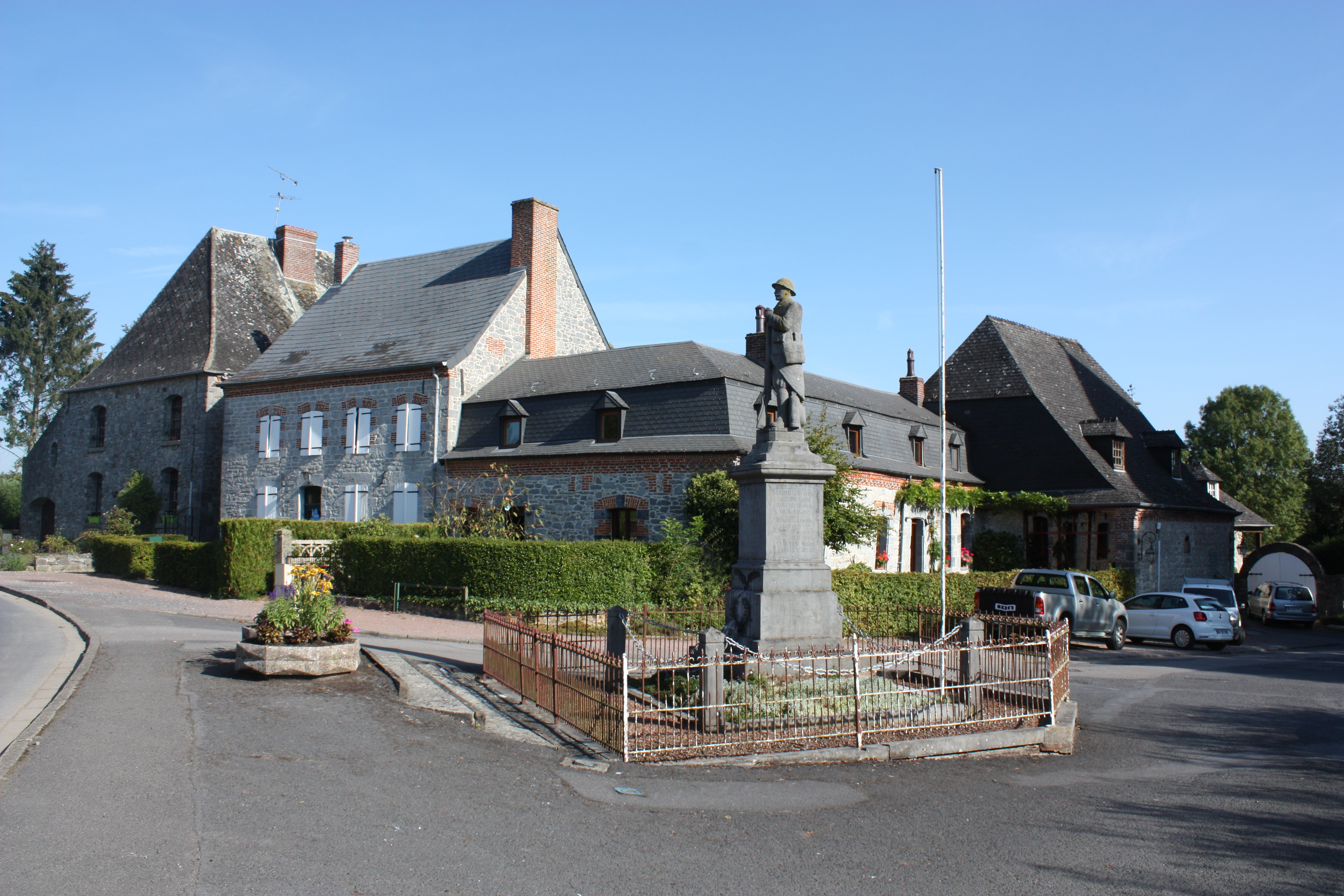
Gefallenendenkmal